# Liste der andauernden Kriege und bewaffneten Konflikte

Schauplätze andauernder Kriege und bewaffneter Konflikte
mit 10.000 und mehr Todesopfern pro Jahr
mit 1.000 bis 9.999 Todesopfern pro Jahr
mit 100 bis 999 Todesopfern pro Jahr
mit 10 bis 99 Todesopfern pro Jahr

In dieser Liste sind Kriege und bewaffnete Konflikte aufgeführt, die ununterbrochen seit ihrem Beginn bis heute andauern.
Ein Krieg ist ein organisierter und unter Einsatz erheblicher Mittel mit Waffen und Gewalt ausgetragener Konflikt, an dem planmäßig vorgehende Kollektive beteiligt sind. Ziel der beteiligten Parteien ist es, den Konflikt durch kämpferisches Erreichen einer Überlegenheit zu lösen.
Die Liste basiert auf einer Definition der Arbeitsgemeinschaft Kriegsursachenforschung (AKUF) an der Universität Hamburg in Anlehnung an den ungarischen Friedensforscher István Kende. Krieg ist demnach ein gewaltsamer Massenkonflikt, der alle folgenden Merkmale aufweist:
- an den Kämpfen sind zwei oder mehr bewaffnete Streitkräfte beteiligt, bei denen es sich mindestens auf einer Seite um reguläre Streitkräfte (Militär, paramilitärische Verbände oder Polizeieinheiten) einer Regierung handelt;
- auf beiden Seiten muss ein Mindestmaß an zentralgelenkter Organisation der Kriegführenden und des Kampfes gegeben sein, selbst wenn dies nicht mehr bedeutet als organisierte bewaffnete Verteidigung oder planmäßige Überfälle (Guerillaoperationen, Partisanenkrieg usw.);
- die bewaffneten Operationen ereignen sich mit einer gewissen Kontinuierlichkeit und nicht nur als gelegentliche, spontane Zusammenstöße. Dies setzt voraus, dass beide Seiten nach einer planmäßigen Strategie operieren, gleichgültig ob die Kämpfe auf dem Gebiet einer oder mehrerer Gesellschaften stattfinden und wie lange sie dauern.[1]

Der bewaffnete Konflikt ist eine gewaltsame Auseinandersetzung, bei der nicht alle Merkmale eines Krieges in vollem Umfang erfüllt sind. Entweder handelt es sich dabei um sporadische, eher zufällige und nicht strategisch begründete bewaffnete Zusammenstöße, um Fälle, in denen kein staatlicher Akteur mit regulären Truppen beteiligt ist, oder um Konflikte, in denen eine der Parteien keine zentralgelenkte Organisation aufweist.
Kriege und Konflikte werden als beendet angesehen, wenn sie durch einen Friedensvertrag offiziell beigelegt wurden oder die Kampfhandlungen dauerhaft, also für den Zeitraum von mindestens einem Jahr eingestellt werden.

## Opferzahlen
1950–2014
Zurzeit gibt es auf 5 der 7 Kontinente (d. h. nur nicht in Australien und der Antarktika) bewaffnete Konflikte. 2014 sind weltweit 164.000 bis 220.000 Menschen direkt bei Kampfhandlungen gestorben, so viele wie seit 26 Jahren nicht mehr. 2015 starben in Konfliktgebieten mindestens 167.000 Menschen.
Seit 2015
| Jahr | Todesopfer (gerundet) |
| ---- | --------------------- |
| 2016 | 112.000               |
| 2017 | 105.000               |
| 2018 | 086.000               |
| 2019 | 078.000               |
| 2020 | 083.000               |
| 2021 | 120.000               |
| 2022 | 238.000               |
| 2023 | 155.000               |

## Größere Kriege mit 10.000 oder mehr Todesfällen 2022 oder 2023
Konflikte in der folgenden Liste haben mindestens 10.000 gewaltsame Todesfälle 2022 oder 2023 gefordert.
| Beginn | Konflikt | Erläuterungen | Schauplatz                         | Todesopfer                                                                  | Todesopfer           | Todesopfer |
| Beginn | Konflikt | Erläuterungen | Schauplatz                         | absolut                                                                     | 2023                 | 2024       |
| ------ | --- | --- | ---------------------------------- | --------------------------------------------------------------------------- | -------------------- | ---------- |
| 2023   | Krieg in Israel und Gaza 2023                                                                                  | Auslöser des Kriegs war der Terrorangriff der Hamas auf Israel am 7. Oktober 2023. Bei dem vom Gazastreifen aus verübten Terrorangriff wurden 1139 Menschen an einem Tag ermordet – der größte Massenmord an Juden seit dem Holocaust. Der Angriff der Hamas galt dem Musikfestival Nova und den angrenzenden Kibbuzim. | Gazastreifen, Israel (Naher Osten) |                                                                             | >25.000              |            |
| 2020   | Zweiter Äthiopischer Bürgerkrieg                                                                               | | Äthiopien (Afrika)                 | 385.000 bis ca. 600.000                                                     |                      |            |
| 2014   | Russisch-Ukrainischer Krieg - Russischer Überfall auf die Ukraine 2022                                         | Prorussische Separatisten kämpfen für die Sezession der Ostukraine und die Souveränität der proklamierten Volksrepubliken Donezk und Lugansk bzw. deren Anschluss an Russland. Ebenso wie an der Annexion der Krim durch Russland waren von Russland her kommende Sondertruppen beteiligt. Auch nach Einschätzung eines Kommandanten einer solchen Einheit ging der Krieg in der Ostukraine nicht von den Donbass-Bewohnern selbst, sondern von diesen bewaffneten Einheiten aus. Russland unterstützte diese Milizen durch das Einsickernlassen von Freischärlern und durch Lieferungen von schweren Waffen bis hin zu Panzern. Am 24. Februar 2022 marschierten russische Truppen über die Ostgrenze und von Belarus aus in die Ukraine ein. | Ukraine (Europa)                   | (über 100.000, davon etwa 14.400 bis Ende des Jahres 2021)                  |                      |            |
| 2006   | Drogenkrieg in Mexiko                                                                                          | Konflikt zwischen mexikanischer (eventuell auch US-amerikanischer) Polizei, Militär und untereinander rivalisierenden Drogenkartellen wie dem Golf-Kartell, Juárez-Kartell u. a. | Mexiko (Nordamerika)               | 300.000+                                                                    |                      |            |
| 1948   | Bewaffnete Konflikte in Myanmar Darunter unter anderem: - Rohingya-Konflikt - Bürgerkrieg in Myanmar seit 2021 | | Myanmar (Südostasien)              | mindestens 160.000 (davon 130.000 von 1948–2011) und mind. 30.000 seit 2011 | 15.627               |            |
| 2023   | Krieg im Sudan (2023)                                                                                          | |                                    |                                                                             | 10.139 Stand Oktober |            |

## Weitere Kriege und Konflikte mit mindestens 1.000 Todesfällen 2022 oder 2023
| Beginn | Konflikt                                                    | Erläuterungen | Schauplatz                                    | Todesopfer           | Todesopfer | Todesopfer |
| Beginn | Konflikt                                                    | Erläuterungen | Schauplatz                                    | absolut              | 2023       | 2024       |
| ------ | ----------------------------------------------------------- | --- | --------------------------------------------- | -------------------- | ---------- | ---------- |
| 1948   | Israelisch-Palästinensischer Konflikt                       | | Israel, Palästina, Libanon, Ägypten, Syrien   |                      | >25000     |            |
| 1978   | Krieg in Afghanistan (s. a. Krieg in Afghanistan 2001–2021) | Der Konflikt begann im April 1978 mit einem Staatsstreich durch die kommunistische Demokratische Volkspartei Afghanistans, der einen Aufstand weiter Teile der Bevölkerung nach sich zog. Im Dezember 1979 intervenierte die Sowjetunion militärisch und setzte eine neue kommunistische Führung ein. Daraufhin begann ein zehn Jahre andauernder Konflikt zwischen der sowjetisch gestützten Zentralregierung und Widerstandsgruppen der Mudschahedin, die durch die USA, Pakistan und Saudi-Arabien unterstützt wurden. Nach dem sowjetischen Abzug folgte Anfang der 1990er ein innerafghanischer Bürgerkrieg, in dem die Talibanbewegung bis 1996 die Kontrolle über den größten Teil des Landes übernahm. Die mit Al-Qaida eng verbündete Talibanregierung wurde im Herbst 2001 als Reaktion auf die Terroranschläge vom 11. September durch eine US-geführte Intervention zugunsten der verbliebenen bewaffneten Opposition gestürzt. Im Sommer 2021 erfolgte der Rückzug der NATO-Truppen und die Rückkehr der Taliban. | Afghanistan (Asien)                           | 1.450.000– 2.084.468 |            |            |
| 1988   | Somalischer Bürgerkrieg                                     | Der Bürgerkrieg entflammte 1988, nachdem die Somalische Demokratische Erlösungsfront (SSDF) und die Somalische Nationale Bewegung (SNM) ihre seit Beginn der 1980er Jahre nur sporadisch durchgeführten Angriffe gegen die Armee Siad Barres intensivierten. Die daraufhin durchgeführten Vergeltungsmaßnahmen gegen das Volk der Isaaq umfassten willkürliche Hinrichtungen, die gezielte Zerstörung von Brunnen und Weidegründen und gipfelten in der Bombardierung von Burao und Hargeysa. Es ist davon auszugehen, dass dabei ca. 50.000 Menschen umkamen und Hunderttausende nach Äthiopien fliehen mussten. Nach dem Sturz des Barre-Regimes 1991 tobt der Folgekrieg zwischen den Einheiten der Clans (u. a. JVA, SPM) um die staatliche Macht. Die international anerkannte Bundesregierung kontrolliert nur einen Teil des Landes. Der Norden Somalias ist als Somaliland seit 1991 de facto unabhängig, ebenso wie die offiziell autonomen Bundesstaaten Puntland und Galmudug. In weiten übrigen Teilen herrschen lokale Clans und Kriegsherren. Am 27. Dezember 2006 musste die Union islamischer Gerichte, die die Kontrolle über die Hauptstadt und große Teile Süd- und Zentralsomalias innehatte, unter dem Druck äthiopischer Truppen Mogadischu wieder verlassen. Die aus der Union hervorgegangene Terrormiliz Al-Shabaab bekämpft weiterhin die Bundesregierung. Vierzehn seit 1991 international geförderte Friedensgespräche und die Missionen der Vereinten Nationen (Operation Restore Hope, UNOSOM I und II) scheiterten letztlich auch am Versuch, eine Regierungsstruktur in Form einer einheitlichen Staatsgewalt zu schaffen. | Somalia (Afrika)                              | 500.000              |            |            |
| 1964   | Bewaffneter Konflikt in Kolumbien                           | | Kolumbien, Venezuela (Lateinamerika)          | 450.000+             |            |            |
| 2011   | Jemen-Krise                                                 | Im Jemen bekämpfen Huthi-Rebellen, al-Qaida im Jemen, einzelne Clans sowie die reguläre Armee einander. Die Machtübernahme der Huthis Anfang 2015 führte zur Militärintervention arabischer Staaten. | Jemen, Saudi-Arabien (Vorderasien)            | 377.000              |            |            |
| 1996   | ADF-Konflikt                                                | | Demokratische Republik Kongo, Uganda (Afrika) | 5.898+               |            |            |
| 1998   | Regionale Konflikte in Nigeria                              | | Nigeria (Afrika)                              | 17.156+              |            |            |
| 1999   | Ituri-Konflikt                                              | | Demokratische Republik Kongo (Afrika)         | 64.000+              |            |            |
| 2003   | Irakkrieg                                                   | Nach dem Rückzug der US-Truppen aus dem Irak kam es vermehrt zu Angriffen militanter Gruppen gegen die schiitische Mehrheitsbevölkerung des Landes, aus denen die Irakkrise 2014 und das Erstarken des IS hervorgeht. Die Grenzen zwischen dem Krieg in Syrien und jenem im Irak sind in der Folge verschwommen. | Irak                                          | 242.000– 1.000.000   |            |            |
| 2003   | Darfur-Konflikt                                             | Bei dem Bürgerkrieg handelt es sich um einen Konflikt zwischen Rebellengruppen, die ethnischen Minderheiten entstammen, und der Zentralregierung in Khartum. | Sudan (Afrika)                                | 300.000+             |            |            |
| 2004   | Dritter Kongokrieg                                          | | Demokratische Republik Kongo, Ruanda, Burundi | 23.000+              |            |            |
| 2008   | Nomadenkonflikte im Sudan                                   | | Sudan, Südsudan                               | 386.000– 400.000+    |            |            |
| 2009   | Islamistischer Extremismus in Nigeria                       | Konflikt um die Islamisierung des Landes zwischen militanten Gruppen, verschiedenen Vertretern religiöser Gruppierungen und der Regierung Nigerias | Nigeria, Kamerun, Tschad, Niger (Afrika)      | 358.000              |            |            |
| 2011   | Bürgerkrieg in Syrien                                       | Im Bürgerkrieg kämpfen Oppositionelle gegen den Machthaber Baschar al-Assad. Neben der demokratischen Nationalkoalition syrischer Revolutions- und Oppositionskräfte sind auch die dschihadistischen Milizen al-Nusra-Front und Islamischer Staat sowie die kurdischen Streitkräfte in den Krieg verwickelt und bekämpfen einander zum Teil. Der Iran stellt neben der syrischen Armee und der Hisbollah die drittgrößte Streitmacht auf Seiten der Assad-Regierung, während Russland weniger eigene Bodentruppen einsetzt. An dem Konflikt nehmen weiterhin militärischen Einfluss: die USA, die Türkei, Frankreich, Großbritannien und Israel. | Syrien                                        | ~570.000             |            |            |
| 2011   | Banditenkonflikte in Nigeria                                | | Nigeria                                       | 12.000+              |            |            |
| 2012   | Konflikt in Mali                                            | | Mali (Afrika)                                 | 15.000+              |            |            |
| 2012   | Bürgerkrieg in der Zentralafrikanischen Republik            | Im Jahr 2012 rebellierte die muslimische Rebellenbewegung Seleka gegen die christliche Regierung von Präsident François Bozizé und übernahm 2013 die Kontrolle über das Land. Zwar eroberte das Militär die Hauptstadt von den Rebellen zurück, konnte jedoch weite Teile des Landes nicht wieder einnehmen. Im Jahr 2015 spaltete sich der Norden des Landes unter der Kontrolle Seleka ab und erklärte die Gebiete unter dem Namen Dar El Kuti für unabhängig. | Zentralafrikanische Republik                  | > 20.000             |            |            |
| 2017   | Aufstand in Cabo Delgado                                    | | Mosambik, Tansania                            | 5.000+               |            |            |
| 2018   | Krise in Haiti seit 2018                                    | | Haiti                                         |                      | 2.183      |            |